# Frente Nacional de Libertação de Angola
A Frente Nacional de Libertação de Angola (FNLA) é um partido político angolano orientado no espectro de centro-direita à direita.
Foi fundado em 1954, com o nome de "União das Populações do Norte de Angola" (UPNA), assumindo em 1958 o nome de "União das Populações de Angola" (UPA). Em 1962, a UPA, ao absorver outro grupo anticolonial — o Partido Democrático de Angola (PDA) —, constituiu a FNLA.
A FNLA foi um dos movimentos nacionalistas angolanos durante a guerra anticolonial de 1961 a 1974, juntamente com a União Nacional para a Independência Total de Angola (UNITA) e o Movimento Popular de Libertação de Angola (MPLA). No processo de negociação da descolonização de Angola, em 1974/1975, bem como na Guerra Civil Angolana de 1975 a 2002, combateu o MPLA ao lado da UNITA. Desde 1991 é um partido político cuja importância tem vindo a diminuir drasticamente, em função dos seus fracos resultados nas eleições legislativas desde 1992.

## História
A FNLA, enraizada principalmente entre os congos, mas com aderentes também entre os ambundos e os ovimbundos, foi o primeiro movimento anticolonial a desenvolver actividades relevantes em Angola. Sua orientação era mais tribalista em vez de nacionalista (como era o caso do MPLA), além de ser mais conservadora que o MPLA e a UNITA, dado os compromissos imediatos com seus aliados externos: o Congo-Léopoldville de Joseph Kasa-Vubu e depois o Zaire de Mobutu Sese Seko, além dos Estados Unidos.

### Fundação

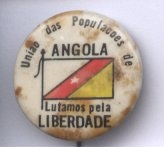
Emblema da UPA

A FNLA foi criada em 7 de julho de 1954 como União dos das Populações do Norte de Angola (UPNA), em uma reunião realizada na cidade de Matadi,
no actual Congo-Quinxassa, por Manuel Barros Sidney Necaca, João Eduardo Pinnock (pai de Johnny Eduardo Pinnock) e Francisco Borralho Lulendo, tendo como finalidade inicial a disputa pela sucessão no Reino do Congo após a morte, no ano seguinte, do rei Pedro VIII. Os objetivos iniciais da UPNA, portanto, era mais autonomia e independência de sua base tribal das autoridades portuguesas, apresentando como candidatos ao trono congolês Manuel Quidito, João Eduardo Pinnock e Álvaro Holden Roberto, bem como uma linha ideológica mais religiosa próxima ao protestantismo. Outra reunião da UPNA foi realizada clandestinamente no mesmo ano no Lobito por Roberto e, por fim, em Quinxassa ocorre a fundação oficial a 10 de outubro de 1954, quando, aconselhados pelo Comitê Americano para os Assuntos Africanos, passa a incluir ativistas de várias origens do norte de Angola. Roberto e Necaca eram os líderes da organização, com o primeiro tomando a condução dos negócios externos e contactos políticos e o segundo as tarefas administrativas. Nos primeiros dois anos de existência, por iniciativa de Barros Necaca, a UPNA operava em estreita colaboração com o partido quinxassa-congolês Associação dos Bacongos para a Unificação, a Conservação e o Desenvolvimento da Língua Congo (Abako) e estava fortemente influenciada por Joseph Kasa-Vubu.
Durante a I Conferência dos Povos Africanos, em 7 de dezembro de 1958, a UPNA é convertida em União das Populações de Angola (UPA) por influência do Comitê Americano para os Assuntos Africanos e de Julius Nyerere, Houari Boumédiène, Omar Oussedik, Frantz Fanon e Kwame Nkrumah. Os líderes africanos convenceram a liderança da organização a adotar o nacionalismo e uma luta global pan-africanista que incluísse todas as etnias pela descolonização angolana, muito embora o tribalismo continuasse a dominar a ideologia partidária até o início da década de 1970. Roberto já participa da reunião como agente duplo da Agência Central de Inteligência (CIA).
O forte contacto político com a Frente de Libertação Nacional da Argélia e com os chineses permitiu o envio de cerca de 20 guerrilheiros angolanos para serem formados na Base Militar de Ghardimaou (Tunísia), que constituiu a primeira célula operacional e embrionária do que seria o Exército de Libertação Nacional de Angola (ELNA), já no ano de 1959. Foi criada a icônica Base de Quincuzo da FNLA, em solo quinxassa-congolês, em 1959.
No ano de 1959, porém, ocorre justamente a primeira grande dissidência no seio do partido, com Jean-Pierre Mbala, Borralho Lulendo e Miguel Moniz reclamando pela suavização ideológica e uma transição política negociada com Portugal, em vez da linha combativa e luta armada defendida por Roberto. Mbala e Lulendo chegam a afastar Barros Necaca do comando do partido em outubro de 1960, com o primeiro a assumir a administração da agremiação política. Barros Necaca atribui a Roberto o comando partidário interino, porém sua morte precoce faz com que um congresso seja convocado com urgência para janeiro de 1961 para eleição de um novo líder e para solucionar a divisão cada vez maior do grupo. Tal divisão interna, inclusive, foi um dos pontos que impediu a UPA de supervisionar os ataques a Luanda em fevereiro de 1961, realizados pelo MPLA. No congresso, Roberto acaba por ser eleito líder máximo da UPA, e o grupo de Jean-Pierre Mbala, que havia sido reconhecido em janeiro de 1961 como representantes da UPA na Conferência de Chefes de Estado Africanos, no Congo-Brazavile, se desfilia para formar o Movimento de Defesa dos Interesses de Angola (MDIA).

### Guerra anticolonial
A UPA iniciou a sua luta armada anticolonial em Angola nos ataques ao norte de Angola em 1961, nomeadamente nos territórios provinciais do Uíge e do Zaire, estendendo-se mais tarde para o sul, até o território equivalente a atual província do Bengo. O ataque estava sob supervisão de Holden Roberto (que estava nos Estados Unidos), e comando de terreno direto de Rosário Neto, João Baptista Traves Pereira e Marcos Kassanga. Porém, durante os ataques, a UPA teve sofreu uma grave fragmentação interna, causada pela insistência de Roberto em concentrar poderes em si. Para isto, removeu da frente principal, em Nambuangongo, a capital do "Estado Livre de Angola" declarado pela UPA, a Baptista Traves, o principal comandante militar de terreno do posto de Comandante-em-Chefe das operações, em seguida removendo também o comandante Marcos Kassanga. Porém, os ataques indiscriminados contra trabalhadores brancos, e em especial contra povos africanos não-congos deu margem para a denúncia de que havia uma ideologia tribalista na UPA, minando a legitimidade do movimento aos olhos da comunidade internacional. Em seguida, Roberto tentou se desvincular dos ataques, fazendo a moral das tropas cair. Por fim, Roberto foi acusado de ordenar o assassinato de Baptista Traves, o que piorou a crise interna partidária, ocorrendo uma deserção em massa em 1962, na Conferência de Kassanga-Kassinda, liderada por Marcos Kassanga e André Martins Kassinda, com os dissidentes da UPA, do ELNA e de seu organismo sindical Liga Geral dos Trabalhadores de Angola (LGTA) se filiando ao MPLA.
Os referidos ataques, bem como todos os posteriores, tiveram retaguarda de luta na República do Zaire, actual República Democrática do Congo, a seu tempo liderada por Mobutu Sese Seko que  — no quadro da sua política regional — manteve boas relações com o líder da FNLA, Holden Roberto. Este apoio possibilitou a constituição em Quinxassa, imediatamente depois da formação da FNLA, do Governo de Resistência de Angola no Exílio (GRAE), cujos vice-presidentes eram de proveniência ambunda, e cujo secretário-geral era o ovimbundo Jonas Savimbi, e posteriormente fundador da UNITA. O braço armado do GRAE era o Exército de Libertação Nacional de Angola (ELNA), cujos comandantes provinham de várias partes de Angola, inclusive de Cabinda. Nem o MPLA nem a Frente para a Libertação do Enclave de Cabinda (FLEC) quiseram participar do GRAE, o que viria a ser decisivo para a complexa e contraditória configuração da luta anticolonial em Angola.
Em 27 de março de 1962 a UPA absorve em suas estruturas o Partido Democrático de Angola (PDA), liderado por André Ndomikalay Masaki, como tentativa de formar uma frente única de luta anticolonial baseada em princípios étnicos-raciais. O PDA chamava-se antes "Aliança Nacional Zombo" (Aliazo) e tinha raízes no tocoísmo, uma comunidade religiosa sincrética fundada por Simão Toco. A constituição da FNLA, como absorção do PDA pela UPA, na data referida, deu-se quando a breve experiência de uma frente comum com o MPLA, em Quinxassa, fracassou em 1961. Meses depois, houve em Brazavile uma segunda tentativa de constituir uma frente comum, a "Frente Democrática de Libertação de Angola (FDLA)", que tampouco alcançou o seu objectivo, e acabou sendo absorvida pelo MPLA. Na fundação da FNLA, David Livromentos assumiu a presidência da organização, mas faleceu no mesmo ano sendo substituído por André Ndomikalay Masaki que lidera a organização até 1972, quando centraliza-se tudo novamente com Holden Roberto — a destacar que Roberto como presidente do GRAE era o líder de facto da FNLA.

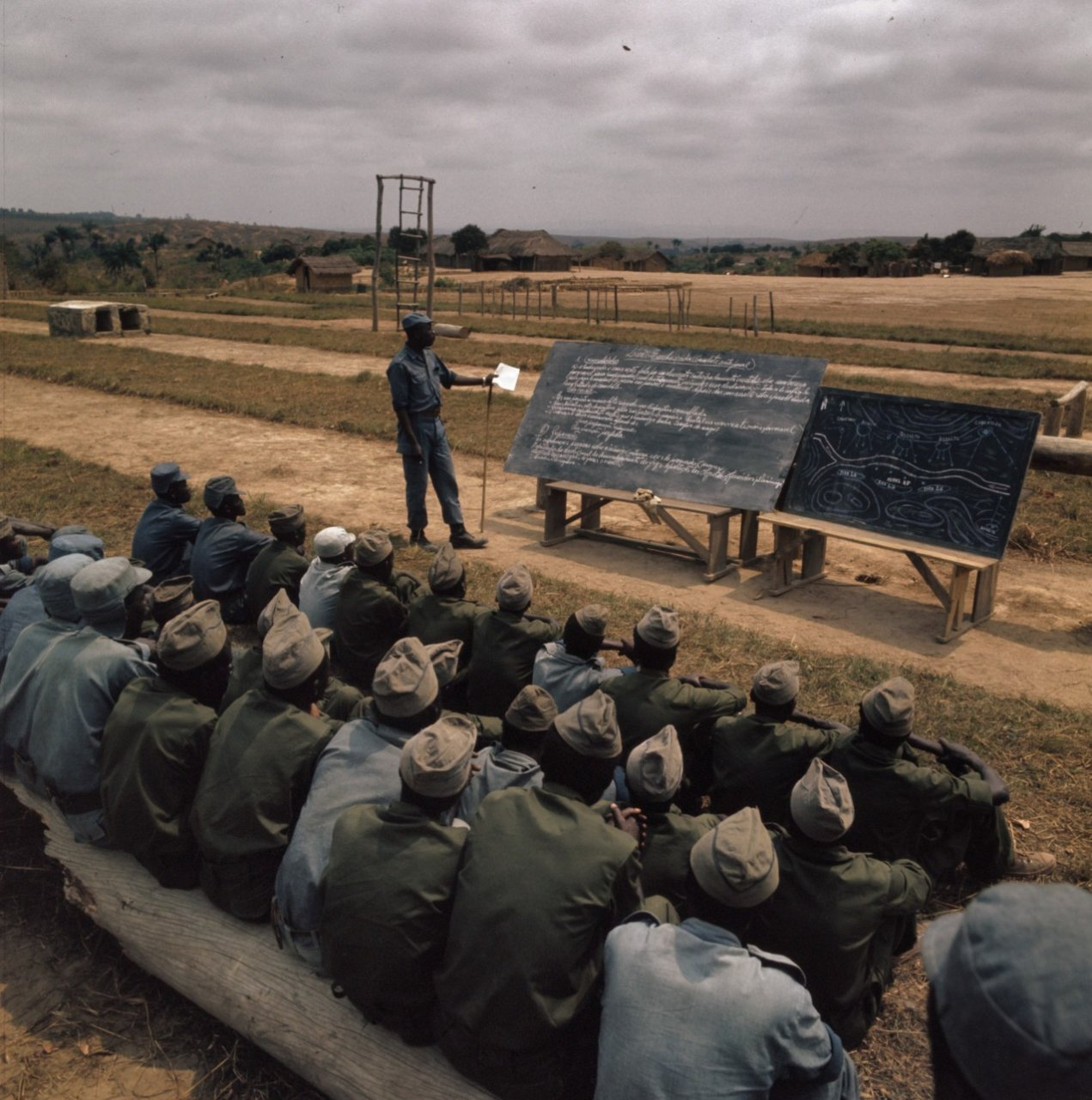
Recrutas da FNLA em treinamento em uma base no Zaire, em 1973

A aparente apatia no processo de luta armada e política no partido levou a formação de frações internas, chegando a haver confrontos militares, como foi o caso da sublevação e tentativa de golpe de Alexandre Pedro Claver Taty, que tentou tomar o comando da FNLA e depois (ao ter falhado no plano) rompeu com a liderança para ingressar nas forças portuguesas, na Frente de Libertação do Enclave de Cabinda (FLEC) e na Junta Militar Angolana no Exílio (JMAE).
Apesar dos apoios por parte de Mobutu, mas também durante algum tempo da parte da China e da Roménia, a luta armada desenvolvida pela FNLA/ELNA contra a potência colonial portuguesa teve fortes limitações, havendo inclusive a opção por combater preferencialmente o MPLA. Ao dar este apoio, chineses e romenos (estes somente num primeiro momento apoiaram a FNLA) fizeram deliberadamente frente à então União Soviética que tinha optado por um apoio exclusivo ao MPLA. Diferentemente dos outros dois grupos, a FNLA/ELNA não conseguiu resistir aos contra-ataques militares portugueses, além de ser continuamente limitada por Mobutu, que trabalhava somente por seus próprios interesses. Não teve a capacidade de manter o controle sobre qualquer parcela do território angolano — para além do autoproclamado "Estado Livre de Angola", no noroeste do país, durante alguns meses em 1961 — embora tivesse marcado certa de presença, sob a forma de actividades de guerrilha, no norte e noroeste angolano. Uma tentativa de abrir uma segunda frente no leste de Angola, a partir de 1966, não foi para além da constituição de um pequeno núcleo de guerrilha em Alto Chicapa, cujas actividades foram muito limitadas dada a presença da UNITA e do MPLA na mesma área.

### De 1972 a 1976
Em meados de 1972 Holden Roberto tenta uma aproximação com Agostinho Neto, incluíndo a proposta de retorno do MPLA ao GRAE com o objetivo da criação de uma frente única que lutasse contra Portugal. Roberto deveria permanecer na presidência, enquanto que Neto seria o vice-presidente. Com a publicação de denúncias de uma purga interna na FNLA com fuzilamento dos comandantes do ELNA na Base de Quincuzo, no Congo-Quinxassa, Roberto afasta o presidente André Masaki, sem passar pelo congresso como estipulava os estatutos da FNLA; Roberto tornou-se novamente presidente da FNLA. A repressão faz com que vários oficiais da FNLA filiem-se ao MPLA em Brazavile, com a aproximação dos movimentos declinando definitivamente.
Terminada a luta de libertação, na sequência da revolução dos cravos de 25 de Abril de 1974 em Portugal, os três movimentos (MPLA, FNLA e UNITA) são chamados a assinar o Acordo do Alvor de partilha do poder, estabelecendo o Conselho Presidencial do Governo de Transição. A paz dura poucos meses e inicia-se entre os movimentos uma luta armada pelo poder. A FNLA passa a ser reforçada por quadros e pela experiência de Daniel Chipenda (rompido com o MPLA) que filia-se em setembro de 1974. Ganha terreno no leste, apoiada agora também pela África do Sul a partir dos contactos de Chipenda.

Situação militar em Angola durante a primeira fase da Guerra Civil: as áreas em amarelo estavam sob controle da FNLA em janeiro de 1976; em março de 1976, foram inteiramente tomadas pelas forças do MPLA

Dados os seus efectivos bem treinados e equipados, o FLNA/ELNA parecia ter uma vantagem evidente na nova etapa das contendas iniciadas em fevereiro de 1975 na província de Luanda pela fracção de Chipenda, no intuito de garantir o controle do Estado angolano. Marchando em Angola pelo nordeste, o efetivo principal do ELNA/FNLA avançou com alguma facilidade, tomando Ambriz e se posicionando próximo a Caxito, ao norte de Luanda, onde foi barrada por forças do MPLA apoiadas por um forte contingente de tropas cubanas na batalha de Quifangondo.
Abandonando o seu plano de tomar Luanda até 11 de novembro de 1975, o FLNA despachou várias das suas unidades para o centro e o sul de Angola, tomando Menongue e estabelecendo tropas em Benguela e Luena, concluíndo uma aliança com a UNITA no Huambo. No dia 11 de novembro de 1975, enquanto o MPLA declarava em Luanda a independência do país, UNITA e FNLA proclamam no Huambo e em Ambriz a criação da República Popular Democrática de Angola, um "contra-governo" que teve o apoio dos Estados Unidos e do então regime sul-africano do apartheid, que isolou a FNLA e a UNITA no continente africano. Face à superioridade militar das forças cubanas e do MPLA, apoiadas pela União Soviética, a aliança FNLA-UNITA desfez-se no entanto rapidamente, ocorrendo combates entre os dois antigos aliados em Benguela e no Huambo. As tropas governamentais das Forças Armadas Populares de Libertação de Angola (FAPLA), com apoio cubano e soviético, lançaram uma contra-ofensiva maciça. No início de 1976, a FNLA praticamente deixou de existir como força político-militar significativa no norte. Ambriz caiu em 11 de janeiro de 1976. Em 15 de fevereiro Mabanza Congo, a última cidade significativa no norte sob comando da FNLA, foi tomada pelas forças ango-cubanas. Ao mesmo tempo, Holden Roberto perdeu o apoio do presidente zairense Mobutu e da CIA estadunidense devido à sua recusa em cortar relações com a China.
Recuando de Luanda após a derrota em Quifangondo em novembro de 1975, o último importante reduto da FNLA ocupou a zona do rio Cubango, no sul do país, entre Menongue e Dirico, além da base de Cuito Cuanavale, unidades sob comando de Daniel Chipenda. Em março de 1976, no avanço das tropas ango-cubanas, e sem armamento e pessoal para enfrentá-los, o chamado "Esquadrão Chipenda" abandonou Angola e fugiu para a Namíbia (na altura ocupada pela África do Sul), tornando-se a base principal de formação do 32º Batalhão de Elite da África do Sul, a legião estrangeira do regime do apartheid. O 32º Batalhão foi reforçado ainda por soldados da UNITA, também fugidos do avanço das tropas ango-cubanas, participando em incursões do regime do apartheid em Angola.

### Período pós-colonial
Durante a primeira fase pós-colonial, a FNLA quase desapareceu do campo militar e político. Uma vez que o MPLA tinha instalado um regime monopartidário que, a partir de 1977, professava o marxismo-leninismo, outros movimentos ou partidos — portanto também a FNLA — não podiam, durante este período, ter uma existência legal em Angola.
As formações armadas da FNLA/ELNA dispersaram-se e cessaram a resistência em 1976. Um grupo de mercenários europeus e estadunidenses liderados pelo paraquedista britânico-grego cipriota Costas Georgiou (ou "Coronel Callan"), foi capturado no mesmo ano e julgado em Luanda. A associação dos mercenários de Georgiou com a FNLA e Roberto passou a ser vista como traição nacional e um crime de guerra.
Entre 1977-1979, a FNLA tentou reestruturar suas unidades de combate e terreno, entrando periodicamente em território angolano. Através dos esforços de Lucas Ngonda e Ngola Kabangu, houve sucesso parcial em recriar uma estrutura de guerrilha no Uíge. No entanto, as ações foram ineficazes em garantir o controle de zonas territoriais no longo prazo. As ameaças de Paulo Tuba de lançar ações de sabotagem e terror contra o MPLA e seus aliados estrangeiros (até os bombardeios de embaixadas) foram vistas como um "grito de desespero" e minaram bastante o prestígio da FNLA e de Roberto. Quem verdadeiramente conseguiu travar uma guerra de guerrilha contra o Estado angolano pós-colonial foi Savimbi à frente da UNITA.
Em 1979, o Zaire iniciou o processo de normalização gradual das relações com Angola. Isso significou a redução dos esforços de luta armada por parte da FNLA, com o Zaire inclusive a expulsar do país a maior parte da liderança do partido. A partir de então a participação da FNLA na Guerra Civil Angolana foi ficando cada vez mais fraca e acabou por praticamente deixar de existir. O movimento entrou numa fase de degenerescência, cujo indicador porventura mais forte foi o facto de Holden Roberto passar a residir no Gabão e depois em Paris durante muitos anos. As derrotas político-militares estimularam a oposição a Holden Roberto. Em 12 de agosto de 1980, Pedro Hendrick Vaal Neto e Paulo Tuba instituíram o Conselho Militar da Resistência em Angola (COMIRA). Um mês depois, em 15 de setembro, anunciaram o afastamento de Roberto da liderança e a adesão da FNLA ao COMIRA. No entanto, o projeto concebido para intensificar a luta armada clandestina em Angola não foi desenvolvido. Em 1983 as atividades do COMIRA cessaram. O estatuto de líder da FNLA foi retomado por Roberto.
Em 1983/1984, nos preparativos do Primeiro Acordo de Lusaca, inclusive com anistia política, houve a passagem para o lado do MPLA de alguns dos seus dirigentes, como Johnny Eduardo Pinnock e Vaal Neto, que chegaram a fazer parte, a partir da década de 1990, do Governo de Unidade e Reconciliação Nacional. Ressalta-se que em 1983 foi anunciada oficialmente a cessação das hostilidades do ELNA (que há muito tempo não eram conduzidas). Alguns comandantes influentes do ELNA — destacadamente Afonso Tonta de Castro —, ao lado de 1800 militares, passaram para o lado do governo e entraram ao serviço das FAPLA.
Outra tentativa de reorganização da luta deu-se entre 1986 e 1987 com Maria Henriqueta Joia e Faustina Jila, que organizaram dezenas de células clandestinas da FNLA na periferia de Luanda e na província do Bengo. Neste processo de retomada da mobilização, Ngola Kabangu delegou a Leopoldo Trovoada a coordenação da mobilização clandestina, que a fez a partir do exterior, afastando Joia e Jila. Este movimento orgânico das bases partidárias, assim, foi travado pelas disputas de poder internas.
Desde a tentativa de arrefecimento da Guerra Civil Angolana em 1984, o Zaire diminuiu ainda mais o suporte à FNLA, fazendo com que Roberto enviasse uma carta em 4 de dezembro de 1987, endereçada ao presidente angolano José Eduardo dos Santos e ao líder da UNITA Jonas Malheiro Savimbi oferecendo margem para um primeiro plano de paz que incluísse a FNLA. Seguiu-se a "Declaração de Gebadolite", de 22 de junho de 1989, de normalização das relações entre Angola e o Zaire/Congo-Quinxassa, quando a posição da FNLA enfraqueceu-se sobremaneira, renunciando de vez a luta armada. Mesmo com tal empreitada diplomática por parte de Roberto, que abriu as possibilidades para os Acordos de Bicesse, o partido foi totalmente excluído das negociações.
Quando, em 1989, o governo do MPLA sinalizou que faria a passagem de Angola para um sistema de democracia multipartidária, indicando as primeiras eleições para 1992, a FNLA constituiu-se em partido político em janeiro de 1990, com os últimos quadros de seu braço armado, o ELNA, integrando-se às Forças Armadas Angolanas em 1991. Holden Roberto regressou a Angola em 1991 e foi recebido no Aeroporto Internacional 4 de Fevereiro, em Luanda, por milhares de militantes. Porém, os resultados do escrutínio foram extremamente desfavoráveis: nas eleições legislativas o partido obteve 2.40%, e nas eleições presidenciais Holden Roberto obteve 2.11%. Estes resultados refletiam a radical perda de credibilidade da FNLA — mesmo entre os congos onde, por sinal, se constituíram vários outros partidos (como a refundação do PDA, com António Alberto Neto) que concorreram às eleições sem sucesso, diminuindo ainda mais o eleitorado da FNLA.
O conjunto destes desenvolvimentos levou à divisão do partido em duas alas em 1999, sendo uma delas liderada pelo sociólogo Lucas Ngonda, professor da Universidade Agostinho Neto. A crise interna levou a realização de um congresso partidário em finais de 1999, quando Ngonda foi eleito presidente da agremiação. O congresso nunca foi reconhecido pela ala de Roberto. A situação foi parcialmente resolvida em abril de 2004, quando Ngonda e Roberto celebraram um acordo de reconciliação numa cerimônia no Palácio dos Congressos. O acordo fixou um novo congresso partidário para outubro de 2004, que reconduziu interinamente Roberto à presidência, tendo como vice-presidente Ngola Kabangu. Os prazos da interinidade, de somente 10 meses, não foram respeitados por Roberto, ao que a cisão do partido reacendeu-se em 2005.
A aproximação das segundas eleições legislativas em Angola, em 2008, levou a que as duas alas negociassem o reencontro que no entanto não se realizou, tendo Holden Roberto falecido em 2007.

### FNLA pós-Roberto
O vice-presidente do partido, Ngola Kabangu, assumiu a presidência em 2007 e tentou costurar uma pacificação para as eleições de 2008. Nas referidas eleições, a FNLA obteve ainda menos votos do que em 1992, ficando-se pelos 1.11% e deixando de ser um actor político relevante. Kabangu realizou um congresso em 2009 que o confirmou presidente do partido, mas a contestação da ala de Ngonda seguiu.
Kabangu foi presidente da FNLA até o III Congresso Ordinário do partido, realizado de 20 a 22 de dezembro de 2011. Foi derrotado por Lucas Ngonda, mas contestou os resultados judicialmente, com a agremiação entrando em um novo período de lutas internas. Kabangu seguiu presidente do partido até o Tribunal Constitucional julgar, em 2012, nulo o congresso de 2009 e um congresso extraordinário de sua ala em 2011, e reestabelecer os direitos de Ngonda à 2004, passando este a ser presidente do partido e deputado.
Nas eleições de 2012, a percentagem do votos foi sensivelmente a mesma, mas o partido perdeu mais um deputado, ficando reduzido a apenas 2 representantes na Assembleia Nacional de Angola. Nas eleições de 2017 reduziu-se a um parlamentar.
Durante toda a década de 2010 as alas de Ngonda e de Kabangu disputaram o controle do partido, com a última realizando vários congressos nunca reconhecidos pelo Tribunal Constitucional. Em 2019 a ala de Kabangu tentou eleger Ndonda Nzinga, mas não houve reconhecimento. Em agosto de 2021 Lucas Ngonda disputou a reeleição para a presidência da FNLA com o secretário-geral do partido, Pedro Dala, e foi derrotado. Menos de um mês depois um novo congresso foi realizado destituíndo Dala, refletindo as divisões entre Kabangu e Ngonda. As disputas entre os dois somente terminaram após a eleição de Nimi A Simbi como presidente do partido em setembro de 2021.
Para as eleições gerais de Angola de 2022, o partido indicou Nimi A Simbi como cabeça de lista, tendo Benjamim Manuel da Silva como vice-cabeça de lista. O partido ficou em quarto nas eleições, com 66.337 de votos nas urnas, registrando 1,06%, uma melhora em seus resultados eleitorais, conquistando 2 cadeiras parlamentares, face ao único assento das eleições de 2017.

## Organização
Mantém uma ala jovem, a Juventude da Frente Nacional de Libertação de Angola (JFNLA), e uma ala feminina, a Associação da Mulher Angolana (AMA).

## Resultados eleitorais

### Eleições presidenciais
| Data | Candidato      | 1ª Volta | 1ª Volta | 1ª Volta      | 2ª Volta        | 2ª Volta        | 2ª Volta        |
| Data | Candidato      | CI.      | Votos    | %             | CI.             | Votos           | %               |
| ---- | -------------- | -------- | -------- | ------------- | --------------- | --------------- | --------------- |
| 1992 | Holden Roberto | 4.º      | 83 135   | 2,11 / 100,00 | Não se realizou | Não se realizou | Não se realizou |

### Eleições legislativas
| Data | Líder          | CI. | Votos  | %             | +/-  | Deputados | +/- | Status   |
| ---- | -------------- | --- | ------ | ------------- | ---- | --------- | --- | -------- |
| 1992 | Holden Roberto | 3.º | 94 742 | 2,40 / 100,00 |      | 5 / 220   |     | Oposição |
| 2008 | Ngola Kabangu  | 5.º | 71 416 | 1,11 / 100,00 | 1,29 | 3 / 220   | 2   | Oposição |
| 2012 | Lucas Ngonda   | 5.º | 65 163 | 1,13 / 100,00 | 0,02 | 2 / 220   | 1   | Oposição |
| 2017 | Lucas Ngonda   | 5.º | 61 394 | 0,91 / 100,00 | 0,22 | 1 / 220   | 1   | Oposição |
| 2022 | Nimi A Simbi   | 4.º | 65 223 | 1,05 / 100,00 | 0,14 | 2 / 220   | 1   | Oposição |

## Líderes do partido

### Presidentes
Período UPNA
- Manuel Barros Sidney Necaca (1954-1958)

Período UPA
- Manuel Barros Sidney Necaca (1958-1960)
- Jean-Pierre Mbala (1960-1961)
- Álvaro Holden Roberto (1961-1962)

Período FNLA
- David Livromentos (1962)
- André Ndomikalay Masaki (1962-1972)
- Álvaro Holden Roberto (1972-1980)

Período FNLA-COMIRA
- Pedro Hendrick Vaal Neto (1980-1983)

Período FNLA
- Álvaro Holden Roberto (1983-1999)
- Lucas Benghy Ngonda (1999-2004)
- Álvaro Holden Roberto (2004-2007)
- Ngola Kabangu (2007-2012)
- Lucas Benghy Ngonda (2012-2021)
- Pedro Mucumbe Dala  (2021)
- Nimi A Simbi (2021-presente)